# Bo-Ruben Hedwall
Bo-Ruben Aron Hedwall, född 30 juni 1938 i Malmö, är en svensk målare och scenograf.
Hedwall studerade vid Högre konstindustriella skolan i Stockholm och vid Mogens Andersens skola Köpenhamn samt vid Académie Raspail Goetz i Paris. Han har medverkat i utställningar i Malmö, Köpenhamn, Stockholm och Paris. Hans konst består av stora akvarellstilleben i flödig kolorit. Vid sidan av sitt konstnärskap arbetar han som scenograf vid Malmö stadsteater, Stora Teatern, Kungliga Operan, Dramaten, samt för SVT1 med teater och musikdramatik. 